# Rosario (Madohi)
Rosario (Rozario, deutsch Rosenkranz) ist eine osttimoresische Aldeia im Suco Madohi (Verwaltungsamt Dom Aleixo, Gemeinde Dili). 2015 lebten in der Aldeia 1720 Menschen.

## Geographie
Rosario liegt im Südosten von Madohi und gehört zum Stadtteil Beto Oeste. Westlich der Zufahrtsstraße zum Flughafen Presidente Nicolau Lobato befindet sich die Aldeia Terra Santa, nördlich des Travessa da Rai As die Aldeia 7 de Dezembro und östlich der Rua de Beto Oeste die Aldeia Beto Leste. Im Süden liegt, jenseits der Avenida Nicolau Lobato der Suco Comoro.

## Einrichtungen
In Rosario befindet sich die Schule 30 de Agosto.